# Gustaw Zygadłowicz (1869–1923)
Gustaw Zygadłowicz (ur. 13 kwietnia 1869 w Szatmárnémeti, zm. 7 stycznia 1923 w Toruniu) – generał dywizji Wojska Polskiego, kawaler Orderu Virtuti Militari.

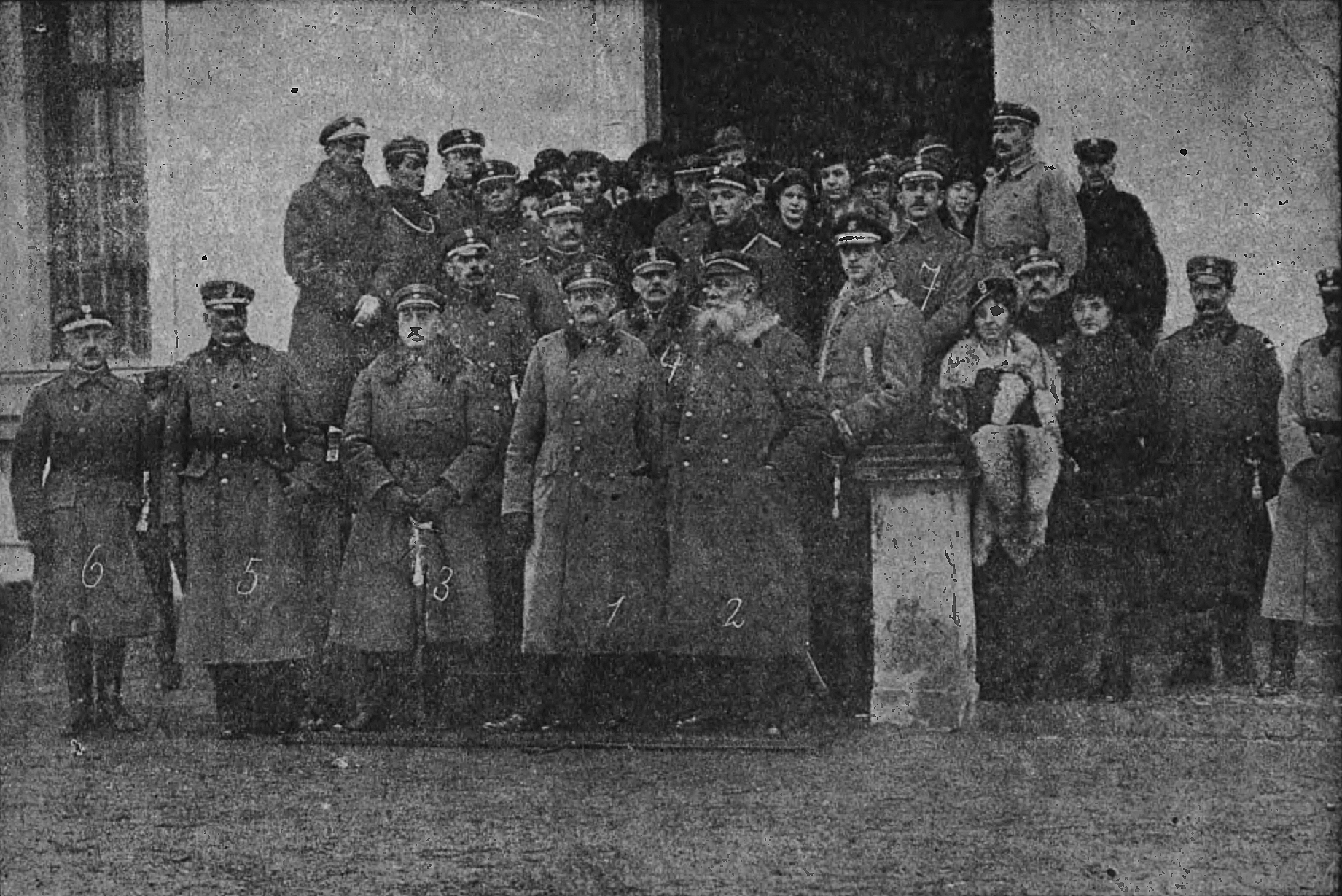
Poświęcenie Szkoły Podchorążych w Łobzowie 12 stycznia 1919. Oznaczony 4) gen. bryg. Gustaw Zygadłowicz

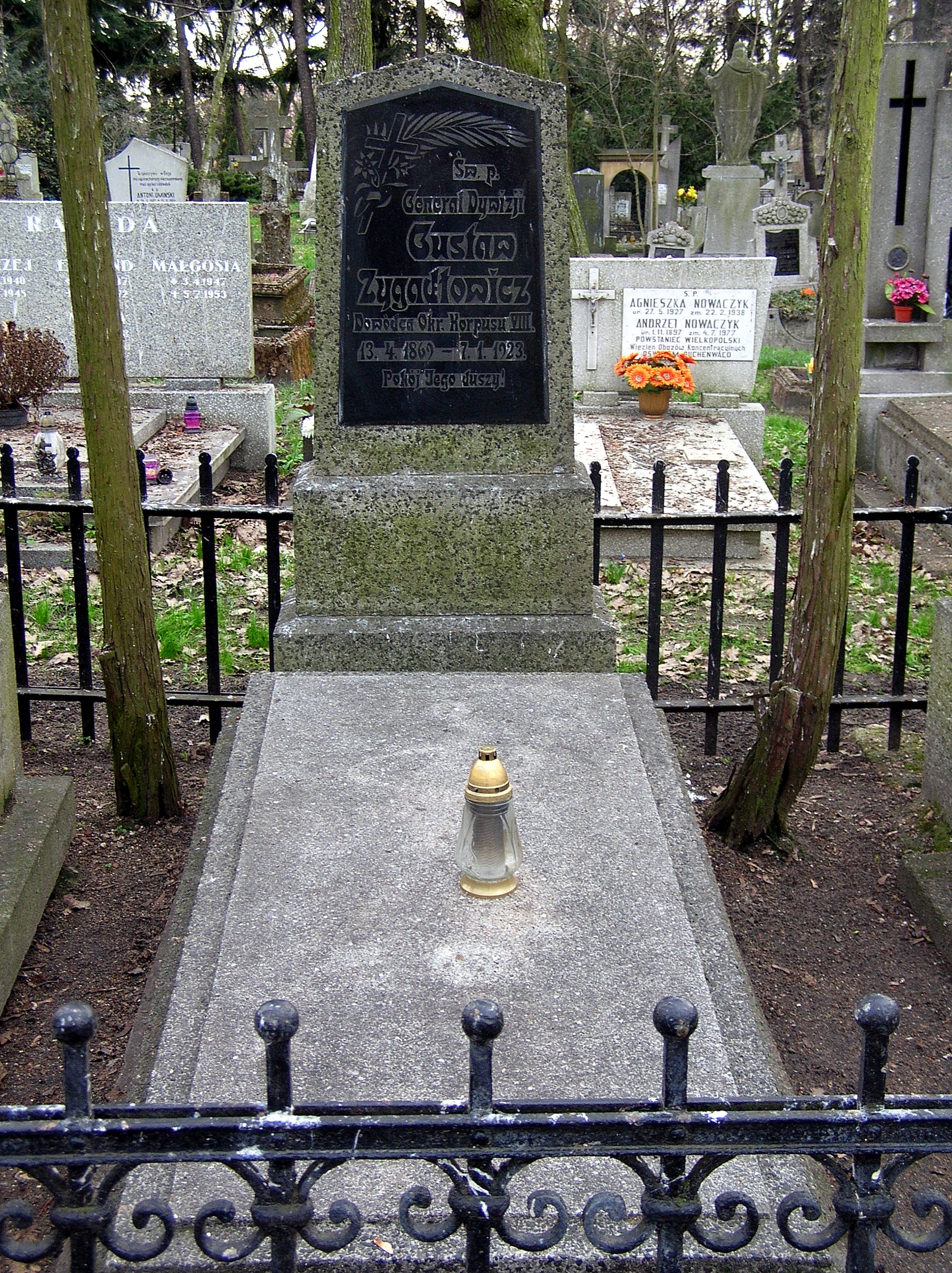
Nagrobek gen. Zygadłowicza

## Życiorys
Był synem Feldmarschalleutnanta Gustawa Zygadłowicza i Luizy z Lengyelów. Urodził się w Szatmárnémeti, w ówczesnym Królestwie Węgier (obecnie Rumunia). Ukończył Realną Szkołę Wojskową w Eisenstadt.
Od 1890 służył jako oficer piechoty w armii austriackiej. Służbę rozpoczął w Przemyślu jako oficer liniowy. W 1897 awansował na kapitana. W trakcie służby ukończył Wojskową Akademię Techniczną w Wiener Neustadt i w latach 1893–1895 Akademię Sztabu Generalnego w Wiedniu. W latach 1900–1906 służył w Biurze Topograficznym, a następnie w Sztabie Generalnym na stanowisku szefa wydziału włoskiego. W 1906 awansował na majora. Później pełnił służbę na stanowisku szefa sztabu dywizji piechoty we Lwowie. W latach 1908–1911 we Lwowie szef sztabu Obrony Krajowej. Od 1911 dowódca batalionu i pułku Landsturmu. Pułkownik z 1913.
Na frontach I wojny światowej dowodził brygadą piechoty. 1 maja 1917 awansowany na generała majora ze starszeństwem z dniem 22 czerwca 1917. Z dniem 1 stycznia 1919 został przeniesiony w stan spoczynku.
W styczniu 1919 roku został przyjęty do Wojska Polskiego. Do marca 1920 roku dowódca 10 Dywizji Piechoty, dowódca Grupy Operacyjnej. W czasie wojny polsko-bolszewickiej: marzec – maj 1920 dowódca 7 Armii, sierpień 1920 – lipiec 1921 dowódca Okręgu Generalnego „Kraków”. W styczniu 1921 otrzymał przydział do Centralnego Inspektoratu Wyszkolenia Armii. W tym samym roku, od 12 marca do 21 maja, był członkiem Najwyższej Wojskowej Komisji Opiniującej.
6 lipca 1921 wyznaczony został na stanowisko komendanta Szkoły Sztabu Generalnego (późniejszej Wyższej Szkoły Wojennej). Mimo dużego taktu i dobrej woli nie zdołał osiągnąć porozumienia z francuską kadrą dydaktyczną. W następnym roku zweryfikowany został w stopniu generała dywizji ze starszeństwem z dniem 1 czerwca 1919 oraz zezwolono mu (12 lutego) na przyjęcie i noszenie Krzyża Oficerskiego Orderu Legii Honorowej.
22 września 1922 Naczelnik Państwa i Naczelny Wódz Józef Piłsudski mianował go z dniem 1 stycznia 1923 dowódcą Okręgu Korpusu Nr VIII w Toruniu. Zmarł 7 stycznia 1923. Pochowany jest na Cmentarzu Garnizonowym w Toruniu.

## Ordery i odznaczenia
- Krzyż Srebrny Orderu Wojskowego Virtuti Militari (nr 5277)[1][4]
- Krzyż Kawalerski Orderu Odrodzenia Polski[5]
- Krzyż Walecznych (1921)[6]
- Order Korony Żelaznej II klasy z dekoracją wojenną i mieczami – w uznaniu mężnego i skutecznego zachowania się wobec nieprzyjaciela (Austro-Węgry)[5][7]
- Order Leopolda III klasy z mieczami (Austro-Węgry)[5]
- Order Korony Żelaznej III klasy z mieczami (Austro-Węgry)[5]
- Order Franciszka Józefa V klasy (Austro-Węgry)[5]
- Krzyż Zasługi Wojskowej III klasy z mieczami (Austro-Węgry)[5]
- Krzyż Zasługi Wojskowej III klasy (Austro-Węgry)[5]
- Medal Signum Laudis (Austro-Węgry)[5]
- Krzyż Wojskowy Karola (Austro-Węgry)[5]
- Odznaka za Służbę Wojskową dla Oficerów III klasy (Austro-Węgry)[5]
- Medal Jubileuszowy Pamiątkowy dla Sił Zbrojnych (Austro-Węgry)[5]
- Krzyż Jubileuszowy Wojskowy (Austro-Węgry)[5]
- Krzyż Żelazny I i II klasy (Prusy)[8]
- Order Legii Honorowej IV klasy (Francja, 1922)[9]